# 托比·奈特
托比·托马斯·奈特（英語：Toby Thomas Knight，1955年5月3日—），美国NBA联盟前职业篮球运动员。他在1977年的NBA选秀中第2轮第32顺位被纽约尼克斯选中。